# Lijst van rijksmonumenten in Boekelo
De plaats Boekelo telt 15 inschrijvingen in het rijksmonumentenregister.
| Object | Oorspronkelijke functie?  | Bouwjaar  | Architect   | Locatie                    | Coördinaten?                  | Nr.?   | Afbeelding |
| --- | ------------------------- | --------- | ----------- | -------------------------- | ----------------------------- | ------ | --- |
| Menzo | Boerderij                 |           |             | Beldershoekweg 250         | 52° 13' 24" NB, 6° 46' 14" OL | 15285  | Meer afbeeldingen |
| Zonnebeek | Kasteel, buitenplaats     | 1906      |             | Zonnebeekweg 110           | 52° 10' 27" NB, 6° 48' 40" OL | 510560 | Meer afbeeldingen |
| Zonnebeek: koetshuis met paardenboxen en dienstwoning | Bijgebouwen kastelen enz. | 1906      |             | Zonnebeekweg 112           | 52° 10' 27" NB, 6° 48' 40" OL | 510561 | Meer afbeeldingen |
| Zonnebeek: houten theehuisje op vierkante grondslag onder met tuile du nord pannen bedekt schilddak met klokkestoeltje onder tentdak en spits midden op de nok                  | Tuin, park en plantsoen   | 1900      |             | Zonnebeekweg bij 110       | 52° 10' 28" NB, 6° 48' 39" OL | 510562 | Meer afbeeldingen |
| Zonnebeek: ommuurde moestuin met tegen de muur aan gebouwde houten schuur | Tuin, park en plantsoen   | 1900-1910 |             | Zonnebeekweg bij 110       | 52° 10' 28" NB, 6° 48' 39" OL | 510563 | Meer afbeeldingen |
| Zonnebeek: witgepleisterde garage op rechthoekige grondslag onder wolfsdak | Bijgebouwen kastelen enz. | 1906      |             | Zonnebeekweg bij 110       | 52° 10' 28" NB, 6° 48' 39" OL | 510564 | Meer afbeeldingen |
| Zonnebeek: houten kapschuur onder met hollandse pannen gedekt zadeldak | Boerderij                 | 1906      |             | Zonnebeekweg bij 110       | 52° 10' 28" NB, 6° 48' 39" OL | 510565 | Upload foto |
| Zonnebeek: schaapskooi met duiventil | Boerderij                 | 1900-1910 |             | Zonnebeekweg bij 110       | 52° 10' 28" NB, 6° 48' 39" OL | 510566 | Meer afbeeldingen |
| Zonnebeek: houten hek tussen twee vierkante pijlers onder deksteen met sierbol                                                                                                  | Erfscheiding              | 1906-1908 |             | Zonnebeekweg bij 110       | 52° 10' 28" NB, 6° 48' 39" OL | 510567 | Meer afbeeldingen |
| Zonnebeek: tuinaanleg | Tuin, park en plantsoen   | 1908      | P.H. Wattez | Zonnebeekweg 110           | 52° 10' 28" NB, 6° 48' 39" OL | 510568 | Meer afbeeldingen |
| De Mans: boerderij van het hallehuistype opgetrokken in bruine baksteen onder een met zwarte muldenpannen gedekt zadeldak dat boven het uitgebouwde woonhuisgedeelte is geknikt | Boerderij                 | 1860      |             | Beckumerstraat 51          | 52° 12' 13" NB, 6° 47' 48" OL | 510570 | De Mans: boerderij van het hallehuistype opgetrokken in bruine baksteen onder een met zwarte muldenpannen gedekt zadeldak dat boven het uitgebouwde woonhuisgedeelte is geknikt |
| De Mans: schuur | Boerderij                 | 1914      |             | Beckumerstraat 51          | 52° 12' 13" NB, 6° 47' 48" OL | 510571 | De Mans: schuur |
| De Mans: veeschuurtje | Boerderij                 | 1914      |             | Beckumerstraat 51          | 52° 12' 13" NB, 6° 47' 48" OL | 510572 | De Mans: veeschuurtje |
| Boerderij van het dwarshuistype | Boerderij                 | 1943      |             | Boekelerhofweg 75          | 52° 13' 10" NB, 6° 46' 43" OL | 510620 | Boerderij van het dwarshuistype |
| Fabrieksgebouw/Pakhuis stoomblekerij Van Heek & Co. | Opslag                    | 1890      |             | Boekelose Stoomblekerij 55 | 52° 12' 18" NB, 6° 48' 12" OL | 510621 | Fabrieksgebouw/Pakhuis stoomblekerij Van Heek & Co. |